# Mohlomi
Mohlomi [moˈɬomi] (* um 1720 in Fothane, heute in der Provinz Freistaat, Südafrika; † 1816 in Ngoliloe, heute Freistaat) war ein Oberhaupt (Sesotho morena, englisch Chief) einer Gruppe der Bakoena, die später mit anderen Ethnien die Basotho bildeten und heute überwiegend in Lesotho leben. Er wird als weiser Philosoph beschrieben und bis heute rezipiert.

## Leben
Mohlomi wurde um 1720 in Fothane nahe dem heutigen Fouriesburg geboren. Sein Name bedeutet „Pflanzer“. Er war der zweite Sohn, den der morena Mothane mit seiner Erstfrau hatte, so dass er auch Mohlomi mor’a Monyane genannt wurde („Mohlomi, Monyanes Sohn“). Sein Großvater war Monaheng, auch Kali genannt, der die Bakoena in das Tal des Caledon geführt hatte. Ein Erlebnis während seiner Initiation, als er angeblich von einem Adler durch das offene Dach getragen wurde und auf einer Bergspitze mit seinen Ahnen gesprochen hatte, bestärkte ihn darin, dass er mit Friedenswillen und Hingabe regieren solle.
Mohlomi war morena der Bamonaheng-Gruppe der Bakoena. Er lebte in Ngoliloe nördlich des Caledon nahe dem heutigen Clocolan und war ein bekannter Heiler und Regenmacher, so dass er ein hohes Einkommen hatte. Als erster morena der Region setzte er seinen Reichtum als Brautgeld ein und heiratete rund 40 bis 50 Töchter anderer barena, so dass er an Einfluss gewann. Mit etwa 50 Jahren begann er jedoch, asketisch zu leben. Er war bekannt für seine gerechten Urteilssprüche, bewertete Menschen unabhängig von ihrem Reichtum, lehnte den weitverbreiteten Viehdiebstahl ab und unterband die Verfolgung angeblicher Hexen. Ihm wird der Satz A chief is a chief by the grace of his people (etwa: „Ein Anführer ist ein Anführer durch die Gnade seines Volkes“) zugeschrieben. Ebenso soll er den Ausspruch Khotso ke khaitseli („Der Frieden ist [wie] die eigene Schwester“) getan haben. Auch führte er den Gruß Khotso! („Frieden!“) ein, der bis heute von Basotho verwendet wird. Er setzte durch, dass Botschafter bei Besuchen anderer Völker Immunität genossen – auch die kriegerischen Zulu befolgten diese Regel. Seine Philosophie wird als botho bezeichnet, deutsch etwa „Menschsein“. Mohlomi unternahm weite Reisen zu Fuß, da er bei vielen Völkern als Heiler und Regenmacher bekannt war. Er überquerte den Limpopo und gelangte so in das heutige Simbabwe. Auch in die Kalahari und zur Delagoa-Bucht führten ihn seine Reisen. Unterwegs gelang es ihm häufig, in zerstrittenen Gemeinschaften Frieden zu stiften oder von anderen Menschen zu lernen.
Peete, der Großvater des jungen, gewaltbereiten Lepoqo, führte diesen zu Mohlomi. Lepoqo gehörte zur Bakoena-Gruppe Mokoteli und sollte deren morena werden. Peete wollte, dass Lepoqo mit traditioneller Medizin gestärkt würde, Mohlomi lehrte Lepoqo aber, nach seinem Vorbild zu regieren. Auch riet er ihm, durch geschickte Wahl seiner Ehefrauen seinen Einfluss zu vergrößern. Die Unterweisung dauerte mehrere Tage. Schließlich stattete Mohlomi Lepoqo mit Ohrring, Schild und Speer als Insignien eines großen Herrschers aus. Kurz vor seinem Tod soll Mohlomi die Leidenszeit Mfecane vorhergesagt haben, die er als „roten Sturm aus dem Osten“ beschrieb, also aus dem Gebiet der Zulu.